# Ruellia leucobracteatus
Ruellia leucobracteatus är en akantusväxtart som beskrevs av L.H. Durkee. Ruellia leucobracteatus ingår i släktet Ruellia och familjen akantusväxter. Inga underarter finns listade i Catalogue of Life.